# Suriya Loganathan
Suriya Loganathan (* 7. Juli 1990 in Pudukkottai, Tamil Nadu) ist eine indische Leichtathletin, die sich auf den Langstreckenlauf spezialisiert.

## Sportliche Laufbahn
Erste internationale Erfahrungen sammelte Suriya Loganathan bei den Hallenasienspielen 2009 in Hanoi, bei denen sie in 9:51,19 min den sechsten Platz im 3000-Meter-Lauf belegte. Zwei Jahre später nahm sie über 5000 Meter an den Asienmeisterschaften in Kōbe teil und erreichte dort in 17:19,44 min Rang neun. Bei den Hallenasienmeisterschaften in Hangzhou im Jahr darauf kam sie in 9:09,81 min auf Platz acht über 3000 Meter und bei den Asienmeisterschaften in Pune 2013 wurde sie über 10.000 Meter in 34:43,67 min Siebte. 2016 siegte sie bei den Südasienspielen in Guwahati in 15:45,75 min bzw. 32:39,86 min über 5000 und 10.000 Meter. 2017 nahm sie erneut an den Asienmeisterschaften in Bhubaneswar teil und wurde dort im 5000-Meter-Lauf, wie auch über 10.000 Meter Vierte. 2018 nahm sie erstmals an den Commonwealth Games im australischen Gold Coast teil und wurde dort in 32:23,26 min 13. über 10.000 Meter. Ende August erfolgte die Teilnahme an den Asienspielen in Jakarta und wurde dort in 15:49,30 min Fünfte über 5000 Meter sowie in 32:42,08 min Sechste über 10.000 Meter.
2012, 2013 und 2015 sowie 2018 und 2019 wurde Loganathan indische Meisterin im 10.000-Meter-Lauf sowie 2012, 2013 und 2018 auch über 5000 Meter. Ihr Adoptivbruder Govindan Lakshmanan ist ebenfalls ein erfolgreicher indischer Leichtathlet, mit dem sie auch gemeinsam trainiert.

## Bestleistungen
- 3000 Meter: 9:04,5 min, 24. April 2016 in Neu-Delhi (indischer Rekord)
  - 3000 Meter (Halle): 9:09,81 min, 19. Februar 2012 in Hangzhou (indischer Rekord)
- 5000 Meter: 15:39,18 min, 13. Februar 2018 in Jakarta
- 10.000 Meter: 32:23,56 min, 9. April 2018 in Gold Coast
- Halbmarathon: 1:10:31 h, 19. November 2017 in Neu-Delhi